# Erazm Danigiel
Erazm Danigiel (Dangel) (zm. 1624) - herbu Dangel, starosta w Łobzowie, dziedzic Mydlnik k. Krakowa. Brat Fryderyka Dangela. 
Został pochowany w podziemiach kaplicy Matki Bożej Częstochowskiej w kościele Mariackim w Krakowie. Umieszczona jest tutaj brązowa płyta nagrobna z napisem wokół płaskorzeźby z pierwszej połowy XVII wieku.